# Gheorghe Turturică
Gheorghe Turturică (n. 7 octombrie 1915, satul Motocești, comuna Gura Văii, județul Bacău – d. 7 septembrie 1944, satul Ilieni, județul Covasna) a fost un ofițer român, căzut eroic pe frontul celui de-al Doilea Război Mondial, în luptele pentru eliberarea Transilvaniei.

## Biografie
Gheorghe Turturică s-a născut în ziua de 7 octombrie 1915 în satul Motocești din comuna Gura Văii (județul Bacău), fiind al nouălea copil al Ioanei și al lui Toader Turturică. A luptat în cel de-al doilea război mondial, conducând un pluton din Regimentul 3 infanterie din Divizia „Tudor Vladimirescu” pe frontul antihitlerist, cu gradul de sublocotenent.
În dimineața zilei de 7 septembrie 1944 subunitatea pe care o comanda se afla în satul românesc Ilieni din apropierea orașului Sfântu Gheorghe. Înaintarea trupelor române a fost stopată de o puternică rezistență din partea trupelor maghiare și germane, care au contraatacat cu o formație de tancuri, iar românii au fost nevoiți să ocupe poziții defensive.
Deoarece militarii din compania sublocotenentului Turturică cădeau pe rând la datorie, sublocotenentul a luat mai multe grenade, s-a târât până în preajma celui mai apropiat tanc, s-a urcat pe tancul aflat în plină viteză, a scos cuiul de la o grenadă, a ridicat capacul turelei și a aruncat încărcătura explozivă în interiorul tancului sub privirile uimite ale soldaților. Toate proiectilele din interior au explodat, blindajul Panzer-ului a fost distrus, dar trupul viteazului sublocotenent a fost sfârtecat.
Trupul său a fost ridicat pe seară de către colegii săi de arme și îngropat cu onoruri militare în satul Doboni-Ilieni (județul Covasna). Până la sfârșitul zilei, trupele inamice au fost zdrobite, iar camarazii săi de arme care au primit un nou avânt i-au răzbunat moartea. Pentru fapta sa, a fost decorat post-mortem de regele Mihai I al României cu ordinele „Coroana României” cl. a V-a și „Apărarea Patriei” cl. a V-a și de comandamentul sovietic cu Ordinul „Steaua Roșie”.

## Cinstirea memoriei sale
În memoria sublocotenentului erou Gheorghe Turturică, locuitorii din satul său natal au săpat o fântână unde este gravată inscripția „În amintirea eroului sublocotenent Gheorghe Turturică”. De asemenea, pe crucea de la mormântul părinților săi, alături de numele lor, se află gravat, în mod simbolic, și numele său. În anul 1992 i s-a dezvelit un bust în curtea UM 01769 Bacău. O stradă din municipiul Onești și una din municipiul Suceava îi poartă numele.